# Paulo Nunes
Arílson de Paula Nunes más conocido como Paulo Nunes (n. Pontalina, Goiás, Brasil, 30 de octubre de 1971) es un exfutbolista brasileño, que jugaba de delantero y que militó en diversos clubes de Brasil, Portugal y Arabia Saudita, destacándose más en el fútbol brasileño, y con la selección de Brasil. Jugó para la selección de Brasil en la Copa América de 1997 en Bolivia y consiguió el título. Entre sus logros futbolísticos, aparte de ganar la Copa América 1997, se destacan 2 títulos de la Copa Libertadores de América (con Gremio en 1995 y con Palmeiras en 1999), 1 título de la Recopa Sudamericana (con Gremio en 1996) y 1 título de la desaparecida Copa Mercosur (Palmeiras en 1998, justo un año antes de la obtención de la Copa Libertadores 1999, con el mismo equipo paulista).

## Selección nacional
Fue internacional con la selección de fútbol de Brasil en 2 ocasiones y no anotó goles.

### Participaciones en Copa América
| Mundial           | Sede    | Resultado |
| ----------------- | ------- | --------- |
| Copa América 1997 | Bolivia | Campeón   |

## Clubes
| Club        | País           | Año         |
| ----------- | -------------- | ----------- |
| Flamengo    | Brasil         | 1991 - 1994 |
| Gremio      | Brasil         | 1995 - 1997 |
| Benfica     | Portugal       | 1997        |
| Palmeiras   | Brasil         | 1998 - 1999 |
| Gremio      | Brasil         | 2000        |
| Corinthians | Brasil         | 2001        |
| Gama        | Brasil         | 2002        |
| Al-Nassr    | Arabia Saudita | 2002        |
| Mogi Mirim  | Brasil         | 2003        |

## Palmarés

### Torneos regionales
| Título              | Club        | Estado             | Año  |
| ------------------- | ----------- | ------------------ | ---- |
| Copa Río            | Flamengo    | Río de Janeiro     | 1991 |
| Taça Río            | Flamengo    | Río de Janeiro     | 1991 |
| Campeonato Carioca  | Flamengo    | Río de Janeiro     | 1991 |
| Campeonato Gaúcho   | Gremio      | Río Grande del Sur | 1995 |
| Campeonato Gaúcho   | Gremio      | Río Grande del Sur | 1996 |
| Campeonato Paulista | Corinthians | São Paulo          | 2001 |

### Torneos nacionales
| Título                          | Club      | País   | Año  |
| ------------------------------- | --------- | ------ | ---- |
| Copa de Brasil                  | Flamengo  | Brasil | 1990 |
| Campeonato Brasileño de Serie A | Flamengo  | Brasil | 1992 |
| Campeonato Brasileño de Serie A | Gremio    | Brasil | 1996 |
| Copa de Brasil                  | Gremio    | Brasil | 1997 |
| Copa de Brasil                  | Palmeiras | Brasil | 1998 |

### Torneos internacionales
| Título                       | Equipo              | Sede      | Año  |
| ---------------------------- | ------------------- | --------- | ---- |
| Copa Libertadores de América | Gremio              | Medellín  | 1995 |
| Recopa Sudamericana          | Gremio              | Kōbe      | 1996 |
| Copa América                 | Selección de Brasil | Bolivia   | 1997 |
| Copa Mercosur                | Palmeiras           | São Paulo | 1998 |
| Copa Libertadores de América | Palmeiras           | São Paulo | 1999 |